# Misery-Courtion
Misery-Courtion es una comuna suiza del cantón de Friburgo, situada en el distrito de See. Limita al norte con las comunas de Villarepos y Wallenried, al este con Courtepin y Barberêche, al sur con La Sonnaz, Belfaux y Grolley, y al oeste con Léchelles y Avenches (VD).
La comuna actual es el resultado de la fusión el 1 de enero de 1997 de las comunas de Misery, Courtion, Cormérod y Cournillens.